# Lago de Certascan
El lago de Certascan (en catalán estany de Cestascan) es un lago de origen glaciar situado a 2236 m s. n. m. en la cabecera del valle de Cardós, concretamente en las proximidades del municipio de Lladorre, ubicado en la comarca del Pallars Sobirá (Lérida, España).Tiene una profundidad máxima de 96 metros, una superficie de 47 Ha, una capacidad de 16 hm3,y es el lago más grande de los Pirineos Catalanes. Las aguas de este lago alimentan al río Noguera de Cardós, que se une al río Noguera Pallaresa en la localidad de Llavorsí. En las proximidades del lago se encuentra el refugio de Certascan.
El lago Certascan se encuentra en el parque natural del Alto Pirineo. Sus aguas sirven para la alimentación de la central hidroeléctrica de Tavascan, inaugurada en el año 1974. Coronando el lago se ubica el pico de Certascan, de 2853 metros, así como el pico de Guerossos, de 2733 metros.